# Astronaut (Simple Plan)
Astronaut è un singolo promozionale estratto dal quarto album in studio Get Your Heart On! dei Simple Plan, pubblicato nel settembre 2011. Il brano è stato nominato nella categoria Miglior video internazionale di una band canadese ai MuchMusic Video Award 2012. Nel dicembre 2012 la canzone è stata riprodotta in orbita nello spazio dall'astronauta Chris Hadfield.

## Video musicale
Il video è stato girato nel deserto della California nella prima metà di giugno e pubblicato il 19 settembre 2011 insieme al singolo. Dopo la scritta iniziale in primo piano che recita la frase Being human is the most terrible loneliness in the universe, il video mostra scene della band mentre esegue il brano alternate a quelle di un astronauta in un pianeta sconosciuto che, persa comunicazione con la Terra, vaga senza meta alla ricerca di qualcuno. Verso la fine, trova una donna astronauta e torna con lei sulla Terra.

## Tracce
1. Astronaut – 3:41

## Formazione
- Pierre Bouvier – voce
- Jeff Stinco – chitarra solista
- Sébastien Lefebvre – chitarra ritmica, voce secondaria
- David Desrosiers – basso, voce secondaria
- Chuck Comeau – batteria, percussioni